# Ацетилхолінестераза
Ацетилхолінестераза (англ. Acetylcholinesterase (Cartwright blood group)) — білок, який кодується геном ACHE, розташованим у людини на довгому плечі 7-ї хромосоми.Довжина поліпептидного ланцюга білка становить 614 амінокислот, а молекулярна маса — 67 796.
| 10         |  | 20         |  | 30         |  | 40         |  | 50         |
| ---------- |  | ---------- |  | ---------- |  | ---------- |  | ---------- |
| MRPPQCLLHT |  | PSLASPLLLL |  | LLWLLGGGVG |  | AEGREDAELL |  | VTVRGGRLRG |
| IRLKTPGGPV |  | SAFLGIPFAE |  | PPMGPRRFLP |  | PEPKQPWSGV |  | VDATTFQSVC |
| YQYVDTLYPG |  | FEGTEMWNPN |  | RELSEDCLYL |  | NVWTPYPRPT |  | SPTPVLVWIY |
| GGGFYSGASS |  | LDVYDGRFLV |  | QAERTVLVSM |  | NYRVGAFGFL |  | ALPGSREAPG |
| NVGLLDQRLA |  | LQWVQENVAA |  | FGGDPTSVTL |  | FGESAGAASV |  | GMHLLSPPSR |
| GLFHRAVLQS |  | GAPNGPWATV |  | GMGEARRRAT |  | QLAHLVGCPP |  | GGTGGNDTEL |
| VACLRTRPAQ |  | VLVNHEWHVL |  | PQESVFRFSF |  | VPVVDGDFLS |  | DTPEALINAG |
| DFHGLQVLVG |  | VVKDEGSYFL |  | VYGAPGFSKD |  | NESLISRAEF |  | LAGVRVGVPQ |
| VSDLAAEAVV |  | LHYTDWLHPE |  | DPARLREALS |  | DVVGDHNVVC |  | PVAQLAGRLA |
| AQGARVYAYV |  | FEHRASTLSW |  | PLWMGVPHGY |  | EIEFIFGIPL |  | DPSRNYTAEE |
| KIFAQRLMRY |  | WANFARTGDP |  | NEPRDPKAPQ |  | WPPYTAGAQQ |  | YVSLDLRPLE |
| VRRGLRAQAC |  | AFWNRFLPKL |  | LSATDTLDEA |  | ERQWKAEFHR |  | WSSYMVHWKN |
| QFDHYSKQDR |  | CSDL       |  |            |  |            |  |            |

A: Аланін

C: Цистеїн

D: Аспарагінова кислота

E: Глутамінова кислота

F: Фенілаланін

G: Гліцин

H: Гістидин

I: Ізолейцин

K: Лізин

L: Лейцин

M: Метіонін

N: Аспарагін

P: Пролін

Q: Глутамін

R: Аргінін

S: Серин

T: Треонін

V: Валін

W: Триптофан

Це фермент, що міститься в синапсах та каталізує гідроліз нейромедіатора ацетилхоліну до холіну і залишку оцтової кислоти. Реакція, що каталізується ацтилхолінестеразою, необхідна для дезактивації ацетилхоліну і переходу клітини-мішені в стан спокою (наприклад, для розслаблення м'язової клітини). Тому інгібітори ацетилхолінестерази (фосфорорганічні інсектициди, зарин, зоман і V-гази, фасцикулін і деякі інші пептиди зміїних отрут) — потужні токсини, дія яких на організм людини зазвичай призводить до смерті від судом дихальної мускулатури.
Локалізований також у клітинній мембрані, ядрі, клітинних контактах, може бути секретований назовні.

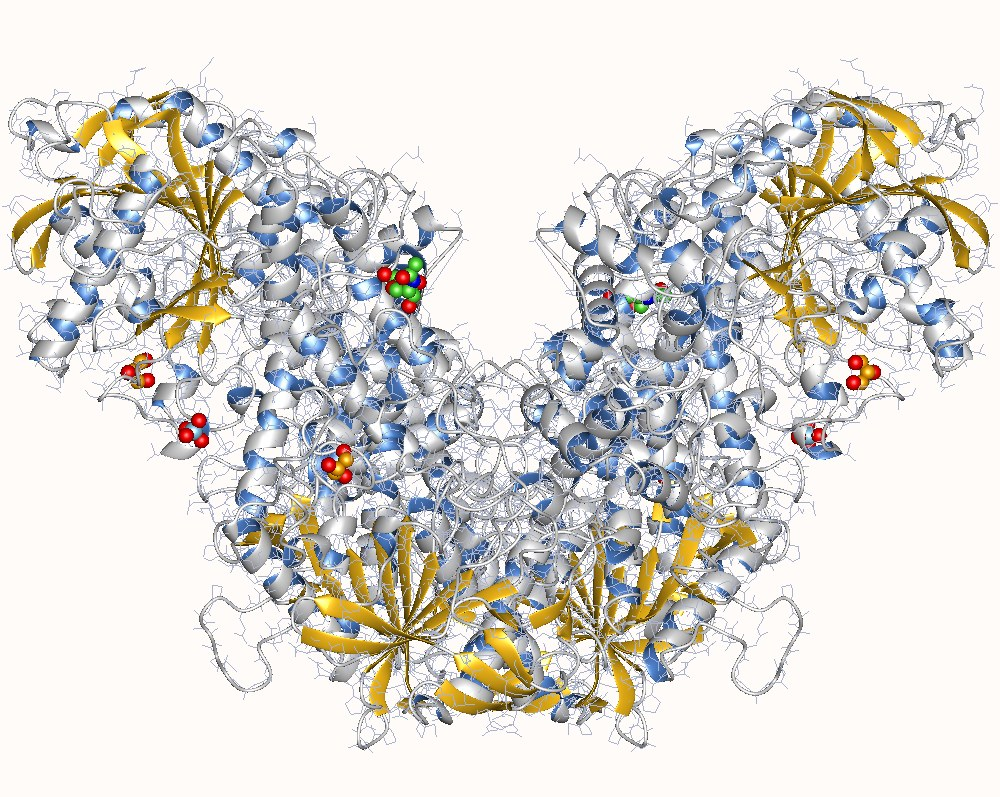
Тетрамер ацетилхолінестерази, Mus musculus.

## Система груп крові Картрайта
Ацетилхолінестераза присутня на мембрані еритроцитів та може бути антигеном при переливанні крові. Існує кілька генетичних варіантів гену ацетилхолінестерази, які кодують різні варіанти поверхневого антигену еритроцитів. До 2010-х років окрім основного алеля Yt визначалося два мінорних алелі цієї системи групи крові: Yta та Ytb, залежно від нуклеотида в 1057-му положенні, що веде до заміни амінокислотного залишку в 353-му положенні — гістидини чи аспарагін. Генетичний аналіз із залученням секвенування наступного покоління виявив ще 3 поширені алелі: YTEG, YTLI і YTOT.